# Claude Lorius
Claude Lorius, plným jménem Joseph Edmond Claude Lorius (27. únor 1932, Besançon, Francie – 21. březen 2023, Mâcon, Francie) byl francouzský glaciolog, jehož výzkum složení plynných bublin v ledových čepicích umožnil charakterizovat dávné zemské klima a měřit jeho změny v čase. Vynalezl princip izotopového teploměru a spolu s Jeanem Jouzelem jako první prokázal souvislost mezi koncentrací skleníkových plynů v atmosféře a změnami klimatu.

## Životopis
Claude Lorius strávil svou první zimu v Adélině zemi na základně Charcot v roce 1957 poté, co si na zdi univerzity v Besançonu přečetl nenápadný inzerát, ve kterém hledali, podle něj, „Mladé studenty, kteří se chtěli zúčastnit akcí pořádaných k Mezinárodnímu geofyzikálnímu roku“. Strávil tam rok v izolaci s dalšími dvěma vědci; přezimoval 300 kilometrů od pobřeží.
Během své čtyřicetileté kariéry se zúčastnil 22 polárních expedic; strávil na výzkumných výpravách celkem šesti let v šedesátých až osmdesátých letech 20. století, převážně v Antarktidě v rámci francouzských a mezinárodních polárních misí, zejména na základně Vostok.
V roce 1959 se Lorius zúčastnil průzkumné výpravy vedené Američany. Během téměř 100 dní urazil přibližně 1 400 km na cestě, která skončila objevem pohoří, jež nyní nese jeho jméno.
V roce 1965, jako vedoucí expedice do Adéliny země vytušil, že vzduchové bubliny zachycené v ledu by mohly odrážet složení atmosféry v minulosti. O téměř dvacet let později, v roce 1984, mu expedice na antarktickou základnu Vostok umožnila tuto myšlenku rozvinout a vypracovat rekonstrukci minulého zemského klimatu.
Claude Lorius strávil celou svou kariéru ve Francouzském národním středisku pro vědecký výzkum (CNRS), zejména jako ředitel laboratoře glaciologie a environmentální geofyziky v Grenoblu, kterou v letech 1983–1988 založil.
V roce 1994 byl zvolen členem Francouzské akademie věd a v roce 2000 se stal zakládajícím členem Francouzské akademie technologií. V roce 2002 mu byla spolu s Jeanem Jouzelem udělena zlatá medaile CNRS. V červnu 2008 se stal prvním Francouzem, který obdržel cenu Modrá planeta za životní prostředí – a jediným, který ji obdržel jako žijící osoba.
Od roku 2011 spolupracoval s Lucem Jacquetem a sdružením Wild-Touch na metaprojektu o změně klimatu a emisích skleníkových plynů. Tento projekt vedl k natočení dokumentárního filmu La Glace et le Ciel, v němž je Lorius ústředním tématem. Film byl v předpremiéře uveden na závěrečném ceremoniálu filmového festivalu v Cannes v roce 2015.
Svou kariéru ukončil jako emeritní ředitel výzkumu v CNRS (National Centre for Research).
Claude Lorius zemřel 21. března 2023 v Mâconu ve věku 91 let.

## Vědecký přínos
V roce 1963, šest let po svém přezimování na základně Charcot, obhájil Claude Lorius disertační práci s názvem „Deuterium, možnosti využití ve výzkumu sněhu, firnu a ledu v Antarktidě“, která byla zaměřena na ledová jádra, jež nasbíral v Antarktidě. Ukázal, že existuje „vztah mezi teplotou, při níž se tvoří led, a podílem izotopů kyslíku a vodíku v molekulách vody tvořící led“. Izotopové složení vody ve vzorku lze tedy použít k určení okolní teploty v době vzniku ledu.
Antarktická ledová pokrývka je silná více než 2 km; protože je výsledkem akumulace postupných vrstev sněhu, obsahuje ledové jádro o tloušťce několika set metrů, získané při vrtání, nepřímý záznam teploty za desítky tisíc let: změny v jeho izotopovém složení slouží jako indikátor paleoteplot.
V roce 1965, když Lorius přezimoval v Adélině zemi, pozoroval bublinky plynu, které se uvolňovaly do whisky z kostky ledu, kterou si dal do sklenice ze zbytků vzorků ledového jádra: „Měl jsem tušení, že uchovávají údaje o nadmořské výšce, v níž se led vytvořil, a především že představují spolehlivé a jedinečné svědectví o složení vzduchu“. Přibližně o 20 let později poskytla vědecký důkaz této intuice analýza stop oxidu uhličitého a metanu obsažených ve vzduchových bublinách, které byly po tisíce století uvězněny v ledu Vostoku.
Dne 4. září 1979 během pořadu Dossiers de l'écran nicméně uvedl na pravou míru výroky Harouna Tazieffa a především Paula-Émila Victora, který oznámil, že globální oteplování spojené s nárůstem CO2 povede v příštích několika desetiletích k masivnímu tání ledu v Antarktidě (ale potvrdil i ty v Arktidě), protože si nedokázal představit otřesy v tak krátkém časovém horizontu.
O pět let později, v roce 1984, během expedice na antarktickou základnu Vostok, umožnil vrt hluboký 2 200 m poprvé rekonstruovat zemské klima a složení atmosféry za období 150 000 let. Za tímto účelem se Claudu Loriusovi podařilo přimět Američany, aby na stanici Vostok vyslali letadla, která by vyzvedla jádra vynesená Sověty z ledovce, přičemž jejich vrty byly nejhlubší. Ve Francii byla tato jádra zpracována v laboratoři Clauda Loriuse v Grenoblu a v laboratoři Jeana Jouzela na École Polytechnique, kde byla vyvinuta technika pro analýzu vzduchu zachyceného v ledu. Analýzou složení vzduchových bublin v ledových jádrech a měřením hladiny CO2 zachyceného v ledu vznikly dvě křivky: „křivka teploty zemského povrchu v průběhu tisíců let a křivka obsahu oxidu uhličitého. Obě křivky jsou rovnoběžné“.
Claude Lorius pak mohl konstatovat, že „v průběhu 21. století se očekává výrazné oteplení planety s rizikem ovlivnění vodních zdrojů, zemědělství, zdraví, biologické rozmanitosti a obecně životních podmínek lidí...“ První uznání globálního oteplování, tento objev se objevil na obálce časopisu Nature.
Tyto objevy byly výsledkem dvou výzkumných období v Antarktidě na základně Vostok v letech 1984 až 1991 a poté na základně Concordia během evropského vrtného programu EPICA, který inicioval Claude Lorius.
Vědecký přínos Clauda Loriuse k pochopení vývoje zemského klimatu byl zásadní. On, Jean Jouzel a další autoři článku v časopise Nature prokázali přímou souvislost mezi hladinami skleníkových plynů (např. oxidu uhličitého a metanu) a změnami klimatu v období od 150 000 do 800 000 let. Získané vzorky umožnily vysledovat klimatické složení planety ve stejných obdobích.